# Französische Küstenwache

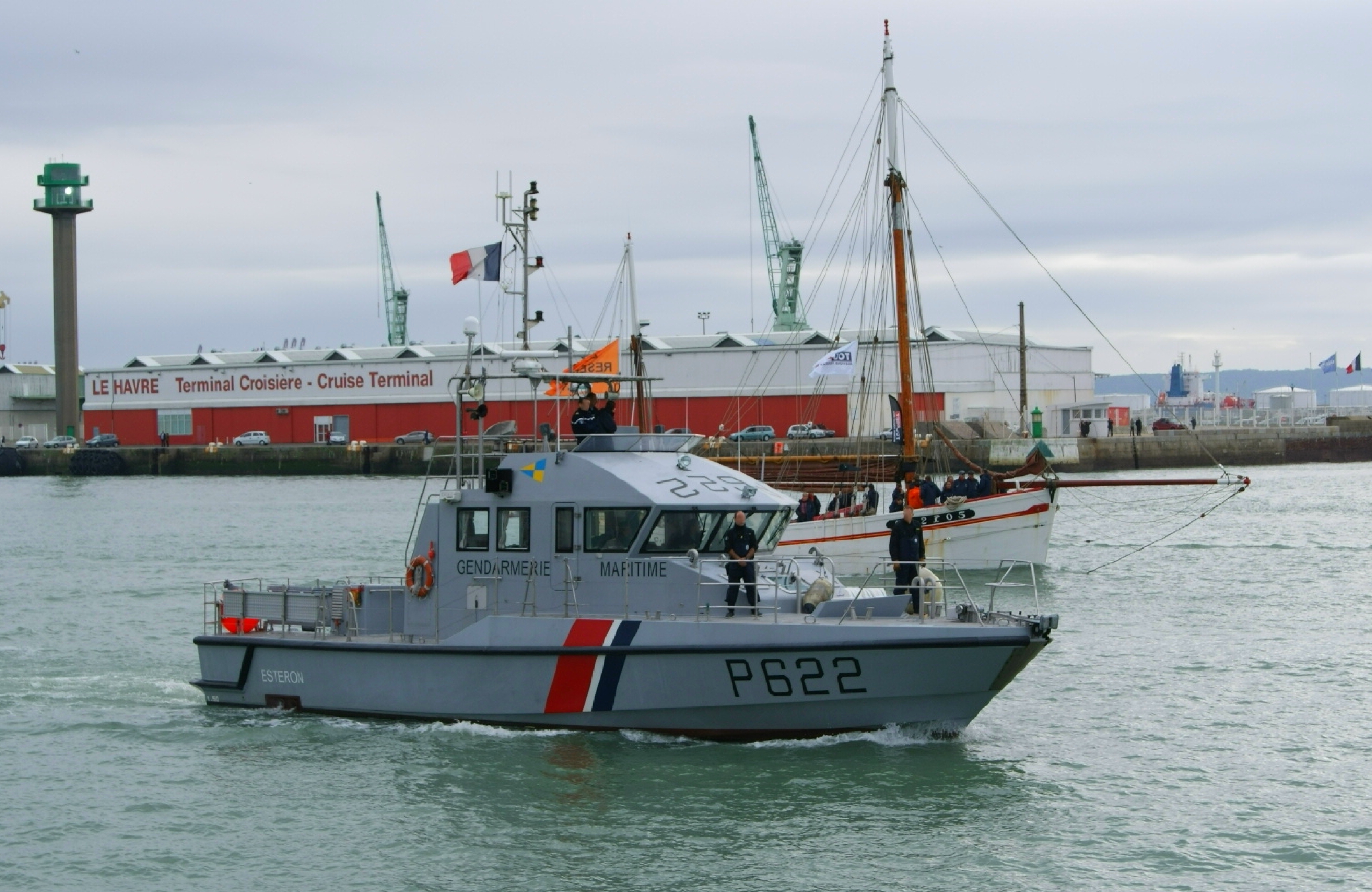
Boot der Gendarmerie maritime

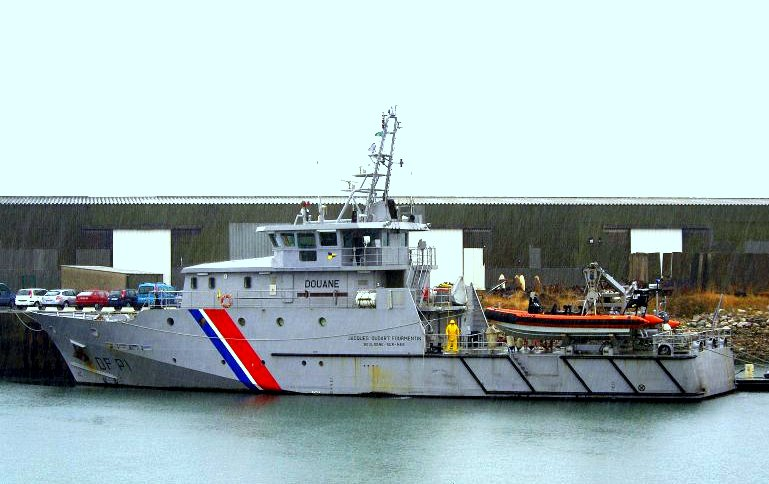
Boot der Garde-Côtes des douanes françaises

Die französische Küstenwache ist keine eigene Behörde. Vielmehr teilen sich in Frankreich verschiedene Stellen die Aufgabe der Küstenwache, la fonction garde-côtes. Alle staatlichen Stellen, die Küstenwachfunktionen übernehmen, werden von einer Dienststelle beim Amt des Premierministers koordiniert, dem Secrétariat général de la mer. Dieses Generalsekretariat koordiniert neben den Behörden, die Küstenwachfunktionen übernehmen auch alle staatlichen Maßnahmen, die das Meer, dessen Nutzung und somit auch die Seefahrt betreffen.
Folgende Behörden führen Küstenwachfunktionen aus:
- Gendarmerie maritime

untersteht dem Oberbefehlshaber der französischen Marine. Die Küstenwache verfügt über 30 Patrouillenboote, aber keine eigenen Fluggeräte. Sie greift aber auf die Aviation Navale (AVIA), die französischen Marineflieger, zurück.
- Garde-Côtes des douanes françaises

französischer Wasserzoll, untersteht dem Finanzministerium. Verfügt über 3 große und 30 kleinere Patrouillenboote sowie über 5 Flugzeuge Beechcraft King Air 350 und 8 Hubschrauber.